# Gorgo (sous-marin)
Pour les articles homonymes, voir Gorgo.
Le Gorgo est un sous-marin de la classe Tritone série I, en service dans la Regia Marina lancé pendant la Seconde Guerre mondiale.

## Caractéristiques
La classe Tritone déplaçait 866 tonnes en surface et 1 068 tonnes en immersion. Les sous-marins mesuraient 63,15 mètres de long, avaient une largeur de 46,98 mètres et un tirant d'eau de 4,87 mètres. Ils avaient une profondeur de plongée opérationnelle de 130 mètres. Leur équipage comptait 6 officiers et 44 sous-officiers et marins. 
Pour la navigation de surface, les sous-marins étaient propulsés par deux moteurs diesel FIAT de 1 200 chevaux-vapeur (cv) (883 kW) chacun  entraînant deux arbres d'hélices. En immersion, chaque hélice était entraînée par un moteur électrique  CDRA de 400 chevaux-vapeur (294 kW). Ils pouvaient atteindre 16 nœuds (29,6 km/h) en surface et 8 nœuds (14,8 km/h) sous l'eau. En surface, la classe Tritone Série I avait une autonomie de 13 000 milles nautiques (24 076 km) à 8,5 noeuds (15,7 km/h); en immersion, elle avait une autonomie de 74,5 milles nautiques (138 km) à 4 noeuds (7,4 km/h).
Les sous-marins étaient armés de six tubes lance-torpilles (4 à l'avant et 2 à l'arrière) de 53,3 centimètres. Pour les combats en surface, ils étaient équipés de 1 canon de 100/47 mm et de 4 mitrailleuses Breda Model 1931 de 13,2 mm sur deux tambours rétractables.

## Construction et mise en service
Le Gorgo est construit par le chantier naval Cantieri Riuniti dell'Adriatico (CRDA) de Monfalcone en Italie, et mis sur cale le 12 mai 1941. Il est lancé le 31 janvier 1942 et est achevé et mis en service le 11 novembre 1942. Il est commissionné le même jour dans la Regia Marina.

## Historique
Le Gorgo devient opérationnel en février 1943 et ne reste en service que trois mois avant sa perte.
Il est le seul sous-marin de sa classe sur lequel il n'est pas nécessaire de remplacer les hélices à pas constant (qui sur tous les autres posaient de sérieux problèmes) par des hélices à pas variable.
Le 8 février 1943, il attaque un transport allié en lui tirant quatre torpilles, mais il est mitraillé puis bombardé par des grenades sous-marines, mais il reste cependant indemne,.  
Il quitte Cagliari le 14 mai, à 22 heures, pour ce qui sera sa dernière mission. A 16h44 le 21 mai 1943, au large d'Oran, alors qu'il navigue en surface sous le commandement du capitaine de corvette (capitano di corvetta) Innocenzo Ragusa pour intercepter le convoi américain "GUS-7A", il est repéré par un avion de reconnaissance britannique et doit plonger. À 7h18, le destroyer USS Nields (DD-616) (alerté par l'avion), après avoir repéré le sous-marin, largue neuf grenades sous-marines qui, cependant, sont évitées par le Gorgo grâce à une augmentation de sa vitesse/ La deuxième attaque de neuf charges - à 17h23 - est évitée en descendant à une profondeur de 110 mètres et la troisième (de neuf grenades, à 17h31) échoue également. À 17h41, le Nields largue une quatrième charge de grenades sous-marines et peu après, des nappes de carburant sont aperçuesL La recherche subséquente avec l'hydrophone ne trouve aucune trace du Gorgo qui a alors été considéré comme coulé à la position géographique de 36° 01′ N, 0° 34′ O.
Tout l'équipage a péri (le commandant Ragusa, 4 autres officiers et 42 sous-officiers et marins)
Le Gorgo avait effectué au total 3 missions d'exploration offensive et 13 missions de transfert, parcourant 4 890 milles nautiques (9 060 km) en surface et 530 milles nautiques (983 km) sous l'eau.